# Hemithyrsocera maai
Hemithyrsocera maai är en kackerlacksart som först beskrevs av Roth, L. M. 1985.  Hemithyrsocera maai ingår i släktet Hemithyrsocera och familjen småkackerlackor. Inga underarter finns listade i Catalogue of Life.